# Gorgonopsia
Gorgonopsia je vymřelý podřád terapsidních synapsidů z období svrchního permu. Byli to masožravci, vrcholoví predátoři svého období.

## Charakteristika
Nejmenší gorgonopsidi měli zhruba stejnou velikost, jako dnešní průměrně vzrostlý pes, největší zástupci rodu Inostrancevia ale dosahovali délky až 3,5 metru. Byli poměrně blízce příbuzní savcům a je možné, že měli na těle srst (pro to však zatím neexistuje přímý důkaz). Vyhynuli během pozdně permského vymírání před 252 miliony let, ačkoliv některé nálezy dříve poukazovaly na (dnes již vyvrácenou) možnost, že přežili i krátce do triasu. Fosilie většiny druhů byly objeveny na území dnešní Jihoafrické republiky a Ruska. Mezi poslední objevy o stáří kolem 253 milionů let patří nálezy z Číny.
U některých zástupců těchto dravých synapsidů se konvergentním vývojem vyvinul stejný typ chrupu, jaký měli později někteří teropodní dinosauři.

## Rody
Skupina čítá 25 rodů.
- Aelurognathus†
- Aelurosaurus†
- Aloposaurus†
- Arctognathus†
- Arctops†
- Broomisaurus†
- Cephalicustriodus†
- Cerdorhinus†
- Clelandina†
- Cyonosaurus†
- Dinogorgon†
- Eoarctops†
- Galesuchus†
- Leontocephalus†
- Lycaenops†
- Paragalerhinus†
- Scylacognathus†
- Sycosaurus†
- Viatkogorgon†
- Gorgonops†
- Sauroctonus†
- Scylacops†
- Inostrancevia†
- Pravoslavlevia†
- Broomicephalus†
- Leogorgon†
- Prorubidgea†
- Rubidgea†